# Фрідріх II (великий герцог Баденський)
Фрідріх II (нім. Friedrich II.; 9 липня 1857 — 9 серпня 1928) — останній великий герцог Баденський в 1907—1918 роках.

## Життєпис
Походив з династії Церінгенів. Старший син Фрідріха I, великого герцога Баденського, і Луїзи Гогенцоллерн. Народився 1857 року в Карлсруе.
Навчався у наставника, і не мав контактів зі своїми однолітками. Щоб включити його в цей контакт, він був відправлений вчитися до гімназії Великого герцога Фрідріха в Карлсруе з 11 іншими студентами. Фрідріх був дуже сором'язливим і мало цікавився предметами, які йому викладали. У 1875 році він залишив навчання, вступив на військову службу в перший Лейб-гренадерський Баденський полк № 109 в Карлсруе в званні лейтенанта. Водночас оголошується курпринцем та членом першої палати баденського ландтагу. Особисто відвідував його засідання в 1875—1876 та 1903—1906 роках.
Після подорожі до Риму і на Сицилію, яке він здійснив у 1875 році, продовжив навчання в Гайдельберзькому університеті, де вивчав суспільно-політичні і юридичні науки, а також історію. Потім навчався в Боннському університеті, де він був однокурсником свого курпринца Вільгельма. У 1878—1879 роках Фрідріх навчався у Фрайбурзькому університеті. Проте навчання зводилося лише до відвідування лекцій.
1880 року поступив на службу до Першого гвардійського полку в Потсдамі. З листопада 1881 року до жовтня 1882 року виконував обов'язки регента під час хвороби його батька на тиф. 1885 року пошлюбив представницю Нассауського дому. В тому ж році переведено до Баденського піхотного полку № 113. 1889 року стає полковником. У 1891—1893 роках служив в Берліні, отримавши звання генерал-лейтенант. 1897 року переведено до Фрайбургу. Невдовзі у званні генерала піхоти очолює VIII армійський корпус в Кобленці.
1902 року звільнився з армії у званні генерал-полковника з рангом генерал-фельдмаршала. 1907 року після смерті батька успадкував трон. Продовжував ліберальну політику свого попередника. Під час його правління була заснована Вища школа Маннгейма, з якої 1908 року утворився університет Маннгейму. 1909 року розширено крило художньої галереї в Карлсруе, що було заплановано його батьком і яке було присвячено творам Ганса Томи.
З початком революції в Німеччині 1918 року після кволої спроби чинити збройний спротив зрікся трону. В подальшому подорожував власними замками. З 1920 року мешкав у Фрайбурзі. Протягом наступних років майже осліп і їздив на лікування в Баден-Баден і Баденвайлер. 1927 року всиновив свого небожа Бертольда (сина Максиміліана Баденського), щоб зберегти власне майно Баденського дому. Помер колишній великий герцог 1928 року.

## Нагороди

### Німецька імперія

#### Велике герцогство Баденське
- Орден Вірності (Баден)
- Орден Бертольда I
- Медаль Фрідріха-Луїзи
- Ювілейна медаль 1902
- Пам'ятна медаль золотого весілля великого герцога Фрідріха I і великої герцогині Луїзи

#### Прусське королівство
- Орден Чорного орла з ланцюгом
- Орден Червоного орла, великий хрест
- Королівський орден дому Гогенцоллернів, великий командор
- Князівський орден дому Гогенцоллернів, почесний хрест 1-го класу
- Столітня медаль
- Хрест «За вислугу років» (Пруссія)
- Пам'ятна медаль срібного весілля імператора Вільгельма II та імператриці Августи (27 лютого 1906)
- Залізний хрест 2-го і 1-го класу

#### Інші країни
- Орден Людвіга, великий хрест (Велике герцогство Гессенське; 29 грудня 1874)
- Орден Вюртемберзької корони, великий хрест (Вюртемберзьке королівство; 1875)
- Орден Білого Сокола, великий хрест (Велике герцогство Саксен-Веймар-Айзенаське; 1877)
- Орден дому Саксен-Ернестіне, великий хрест (1879)
- Орден Святого Губерта (Баварське королівство; 1885)
- Орден Альберта Ведмедя, великий хрест (Ангальтське князівство; 1889)
- Орден Генріха Лева, великий хрест (Брауншвейг-Люнебурзьке герцогство)
- Орден Вендської корони, великий хрест з короною в руді (Мекленбург)
- Орден Заслуг герцога Петра-Фрідріха-Людвіга, почесний великий хрест (Велике герцогство Ольденбурзьке)
- Орден Рутової корони (Саксонське королівство)
- Орден дому Ліппе, почесний хрест 1-го класу (Шаумбург-Ліппське князівство)
- Орден «За заслуги» (Вальдек) 1-го класу (Вальдек-Пірмонтське князівство)

### Австро-Угорщина
- Королівський угорський орден Святого Стефана, великий хрест (1885)
- Ювілейний хрест (14 серпня 1908)

### Шведсько-норвезька унія
- Орден Серафимів з ланцюгом (20 вересня 1881)
- Орден Святого Олафа, великий хрест

### Королівство Італія
- Вищий орден Святого Благовіщення (10 вересня 1897)
- Орден Святих Маврикія та Лазаря, великий хрест (10 вересня 1897)
- Орден Корони Італії, великий хрест (10 вересня 1897)

### Румунське королівство
- Орден Кароля I, великий хрест з ланцюгом
- Орден Зірки Румунії, великий хрест

### Інші країни
- Орден Слона (Данія; 13 жовтня 1897)
- Королівський Вікторіанський орден, почесний великий хрест (Британська імперія; 16 червня 1905)
- Почесний генерал Шведської армії (1906)
- Орден Золотого лева Нассау, лицарський хрест
- Орден Леопольда I, великий ланцюг (Бельгія)
- Орден Південного Хреста, великий хрест (Бразильська імперія)
- Орден Нідерландського лева, великий хрест
- Орден Андрія Первозванного (Російська імперія)